# Brothers Dalziel

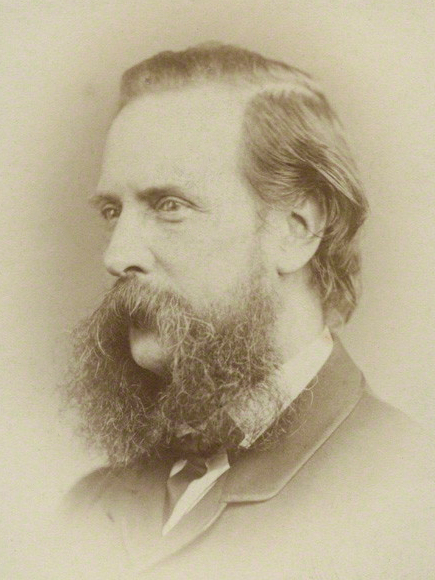

Brothers Dalziel var en brittisk firma för träsnittstryck, verksam 1839-1893.
Firman startades av de båda sönerna till konstnären Alexander Dalziel (1780-1832), George Daziel (1815-1902) och Edward Dalziel (1817-1905). De är mest kända för sin sträva att höja den konstnärliga kvaliteten på boktrycken, särskilt i form av träsnitt. Firman hade hjälp av en rad av samtidens främsta brittiska grafiker.